# Helikopter-Streichquartett

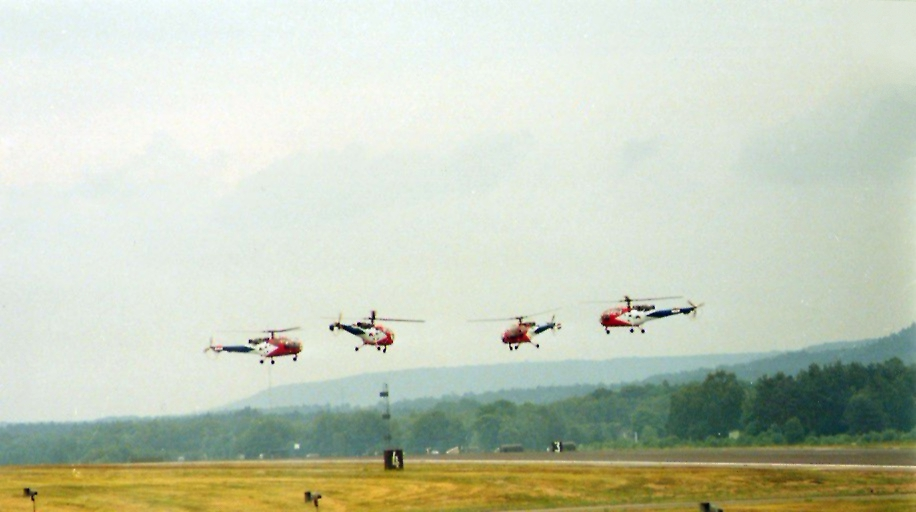
Uma equipe de acrobacia, pilotando os helicópteros Alouette utilizados na estreia da obra

Helikopter-Streichquartett (quarteto de cordas com helicópteros) é uma das obras mais conhecidas do compositor Karlheinz Stockhausen e uma das mais complexas de executar.
A obra envolve um quarteto de cordas, quatro helicópteros com os respectivos pilotos, assim como equipamento áudio e vídeo e técnicos. Foi gravada e apresentada pela primeira vez em 1995.
Apesar de poder ser apresentada como uma peça auto-suficiente, também forma a terceira cena da ópera Mittwoch aus Licht.